# Congregatio Jesu

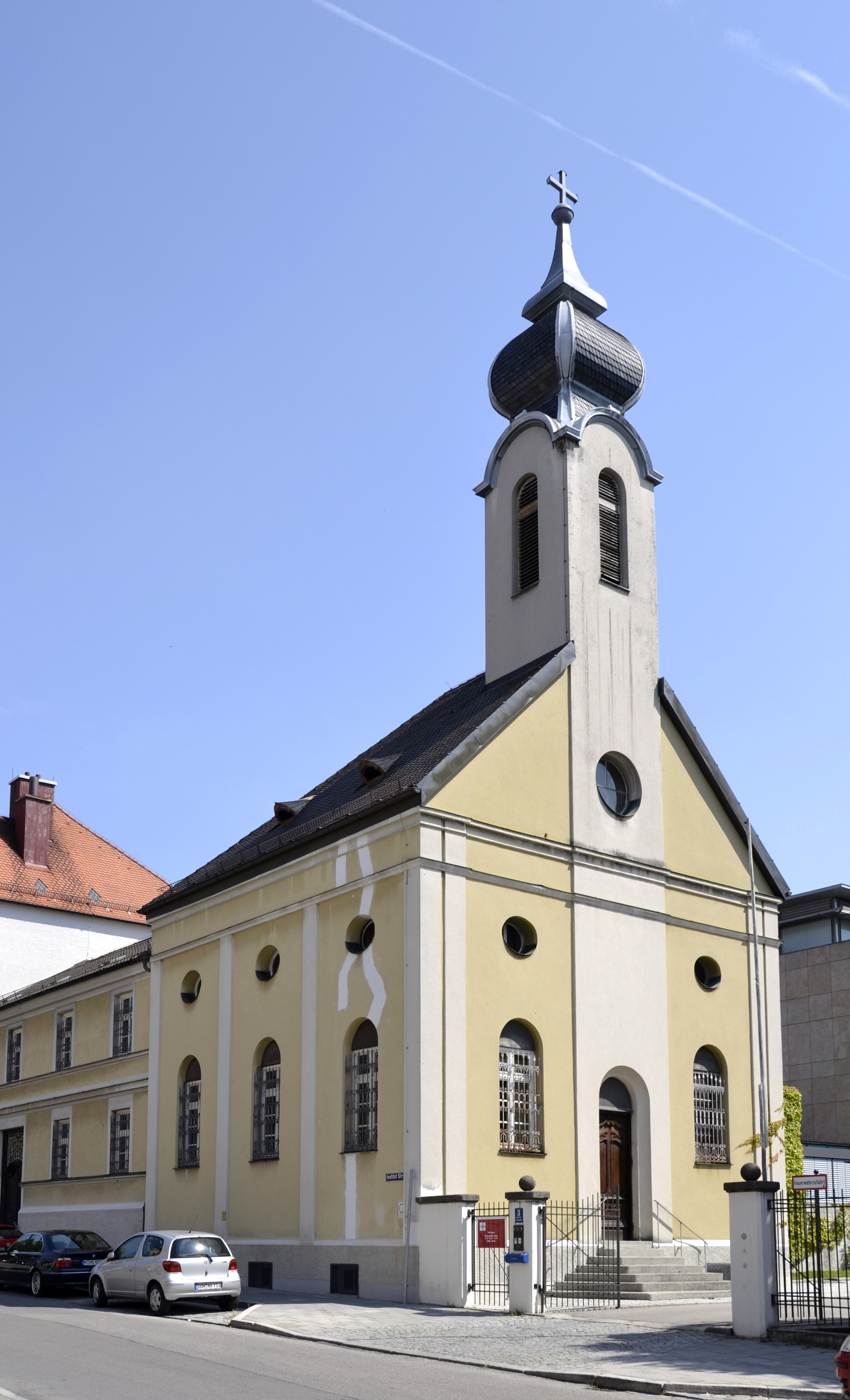
Klosterkirche der Congregatio Jesu in München-Pasing (2012)

Die Congregatio Jesu (CJ) ist ein Frauenorden mit dem ursprünglichen Zweck der Mädchenbildung, 1609 gegründet von Maria Ward.
Ursprünglich war der offizielle Name des Ordensinstituts Institutum Beatae Mariae Virginis (Ordenskürzel IBMV), gemeinhin wurde der Orden jedoch als Englische Fräulein bezeichnet. Nach der Gründerin wird auch der Name Maria-Ward-Schwestern verwendet. Das Institut hatte im Jahr 2009 etwa 1930 Mitglieder, gemeinsam mit den Loretoschwestern etwa 4000.

## Entstehung
Mary Ward gründete 1609 während ihres Aufenthaltes in Flandern den Orden. Sie übernahm die Ordensregel der Jesuiten. Der Versuch, diese in Rom bestätigen zu lassen, scheiterte zunächst und Mary Ward wurde aus Rom vertrieben. Mary Ward setzte sich für Bildung für Frauen ein und wollte für ihre Gemeinschaften weder ein klösterliches Leben noch eine Ordenstracht, sondern apostolischen Dienst und öffentliches Wirken. Ihre Spiritualität war durch Ignatius von Loyola und sein Exerzitienbuch zutiefst geprägt. Es gelang ihr zu Lebzeiten nur in wenigen Schritten, ihre Pläne umzusetzen.
Das Institut gründete zahlreiche Zweigstellen, vor allem in Süddeutschland, wo  noch jetzt  vom Institut viele Schulen betrieben werden. Ein Institut ist beispielsweise in Neuhaus am Inn ansässig, ein anderes war im ehemaligen Kapuzinerkloster Traunstein (seit 1895 als Mädchenrealschule nach Sparz umgezogen) oder im ehemaligen Kloster Sankt Zeno in Bad Reichenhall. Auch in England und Österreich gab es bereits zur Gründerzeit Schulen und Gemeinschaften der Englischen Fräulein.
Der Orden teilte sich später in drei Zweige, von denen zwei sich unter dem Namen Loretoschwestern wieder vereinigten.

## Gegenwart
Am 30. Januar 2004 wurde der römische Zweig des Ordens in Congregatio Jesu (CJ) umbenannt. Es besteht im Namen eine bewusste Ähnlichkeit zur Gesellschaft Jesu (Jesuiten), steht doch der Orden seit Beginn in der spirituellen Tradition des Ignatius von Loyola. Ignatius hatte jedoch 1547 unter dem Druck der kirchenpolitischen Umstände und einiger Mitbrüder von Papst Paul III. ein Dekret erwirkt, das einen weiblichen Zweig des Jesuitenordens verhindern sollte (siehe auch Enzyklika Regimini militantis ecclesiae).
Mit der Übernahme der ignatianischen Konstitutionen, die im Jahr 2003 rechtlich möglich wurde, ist die Congregatio Jesu de facto jene Frauengemeinschaft, die man als den weiblichen Zweig der Gesellschaft Jesu bezeichnen kann. Die Mitglieder legen neben dem Versprechen der klassischen drei evangelischen Räte (Armut, Keuschheit, Gehorsam) auch ein viertes Gelübde ab, das den Gehorsam gegenüber dem Papst beinhaltet und die besondere Verfügbarkeit für die Anliegen der universalen katholischen Kirche zum Ausdruck bringt.
Das Erbe, der erste große Schulorden zu sein, bringt für das Institut mit sich, noch zahlreiche Schulen zu besitzen und zu führen, die teilweise erhalten und teilweise ausgegliedert oder anderen Einrichtungen übergeben werden. Der Auftrag der Frauenbildung und einer spezifisch christlichen, verantwortungsvollen und elitären Bildung in heutiger Zeit hat aber weiterhin seine Bedeutung. Neue Aufgaben aus dem Kontext weltkirchlicher Fragestellungen wie die Option für die Armen, der Zusammenhang von Glaube und Gerechtigkeit, der interkulturelle, ökumenische und interreligiöse Dialog und die Vermittlung ignatianischer Spiritualität sind Felder, die schrittweise erschlossen werden.
Die Congregatio Jesu versteht sich als Teil des weltweiten ignatianischen Netzwerkes, in dem Orden wie die Jesuiten oder die Missionarinnen Christi und Laien wie die Gemeinschaft Christlichen Lebens (GCL) oder die Ignatianischen Assoziierten (IA) die ignatianische Spiritualität leben und aus ihr heraus im Auftrag der Weltkirche apostolisch tätig sind. Das Institut hat derzeit assoziierte Mitglieder in England und versucht, die Zusammenarbeit mit Laien auf unterschiedlichen Gebieten zu intensivieren.
Seit Januar 2005 gibt es eine neue mitteleuropäische Ordensprovinz, in der zahlreiche kleine Provinzen aus Deutschland, Österreich und Italien zusammengelegt wurden. Sitz des Provinzialats ist München-Pasing. Cosima Kiesner ist seit 2020 Provinzialoberin der deutschsprachigen Mitteleuropäischen Provinz.
Generaloberin der Gemeinschaft „Congregatio Jesu“ war von 2002 bis 2011 Mechtild Meckl, 2011–2022 folgte Jane Livesey in dem Amt. 2022 wurde Veronica Fuhrmann für die kommenden neun Jahre in das Amt gewählt; sie gehörte zuvor der Provinzleitung der Mitteleuropäischen Provinz als Provinzassistentin an.

## Spiritualität
Das Leben der Mitglieder der Congregatio Jesu basiert auf den Exerzitien des Ignatius von Loyola. Die Teilhabe an der Sendung Jesu mitten in die Welt und zu den Menschen, die Hingabe des Lebens für jene, die Hilfe brauchen, der „Dienst für die Seelen“, wie es Ignatius nennt, und die Verherrlichung Gottes sind die Anliegen der Gemeinschaft. Es geht um die Verfügbarkeit für die Nöte der Zeit und die Anliegen der Weltkirche. Das internationale Institut erwartet deshalb von seinen Mitgliedern die Bereitschaft, überall dorthin zu gehen, wo sich konkrete Aufgaben stellen.

## Ausbildung für die Congregatio Jesu
Entsprechend der großen Herausforderung uneingeschränkter Verfügbarkeit und dem Anliegen, auf die jeweiligen Nöte der Zeit und der Region zu antworten, ist die Ausbildung offen und vielschichtig. Im Zentrum des zweijährigen Noviziates stehen die sogenannten „Experimente“. Das wichtigste darunter sind die 30-tägigen Exerzitien nach Ignatius. Sie werden in Zurückgezogenheit einzeln gemacht und bestehen darin, jeden Tag vier oder fünf Stunden die Evangelien Jesu zu betrachten und mit einer Begleitperson die sich dabei einstellenden inneren Bewegungen und Einsichten zu reflektieren. Eine Entscheidung für die vorbehaltlose Nachfolge und „Gefährtenschaft“ Jesu ist das Ziel dieser Übung. Andere Experimente finden in sozialen, pastoralen und anderen Aufgaben und in verschiedenen Kulturräumen statt und dauern jeweils zwei Monate.
Die Ausbildung dauert etwa zehn Jahre und darüber hinaus im Sinn einer kontinuierlichen Formation ein Leben lang. Das Institut motiviert seine neuen Mitglieder, möglichst ein Studium zu absolvieren oder eine analoge Ausbildung zu machen und intensive theologische Studien zu unternehmen, nach Möglichkeit an einer Hochschule oder Universität.

## Tätigkeiten
Dem großen Anliegen Mary Wards entsprechend führte der Orden durch die Jahrhunderte hindurch zahlreiche Schulen, später auch Colleges und Universitäten. Im Bereich der Bildung spielte die Congregatio Jesu eine pionierhafte Rolle, was die Ausbildung von Mädchen und Frauen betrifft. Im Laufe der Zeit wurde das Anliegen der Bildung von Frauen auch von anderen religiösen Gemeinschaften, besonders den Schulorden und -kongregationen betrieben, so dass die Congregatio Jesu sich auch anderen Aufgaben zuwendete.
Der Orden ist den wesentlichen apostolischen Aufgaben der 34. Generalkongregation der Gesellschaft Jesu verpflichtet. Ein besonderer Schwerpunkt liegt in der Vermittlung ignatianischer Spiritualität, konkret der ignatianischen Exerzitien. Grundsätzlich liegen die Aufgaben heute in allen Bereichen der Pastoral und der sozialen Dienste. Die Mitglieder des Instituts arbeiten in verschiedenen Aufgabenbereichen von Diözesen, in Pfarreien, in der kategorialen Seelsorge, in der Wissenschaft (hier vor allem in der Theologie, den Geisteswissenschaften und verwandten Fächern) und in vielen sozialen Bereichen wie der Migranten- und Flüchtlingsarbeit, der Prostituiertenhilfe und der Sozialarbeit in den Slums.